# Аранго, Кристиан
Кристиан Даниэль Аранго Дуке (исп. Cristian Daniel Arango Duque; род. 9 марта 1995, Медельин, Колумбия) — колумбийский футболист, нападающий клуба «Реал Солт-Лейк».

## Клубная карьера
Аранго — воспитанник клуба «Энвигадо». 18 мая 2013 года в матче против «Депортес Киндио» он дебютировал в Кубке Мустанга. 3 июня в поединке против «Депортиво Кали» Кристиан забил свой первый гол за «Энвигадо». В 2015 году Аранго на правах аренды перешёл в испанскую «Валенсию», но из-за конкуренции выступал только за молодёжную команду.
В начале 2017 года Кристиан перешёл в «Мильонариос». 6 февраля в матче против «Индепендьенте Медельин» он дебютировал за новую команду. Через неделю в поединке против «Атлетико Букараманга» Аранго забил свой первый гол за «Мильонариос».
Летом 2017 года Кристиан перешёл в португальскую «Бенфику». Сумма трансфера составила 2,6 млн евро. Сразу же для получения игровой практики Аранго был отдан в аренду в «Авеш». 27 августа в матче против «Боавишты» он дебютировал в Сангриш-лиге. 30 сентября в поединке против «Портимоненсе» Кристиан забил свой первый гол за «Авеш». В 2018 году он помог клубу выиграть Кубок Португалии.
Летом 2018 года Аранго на правах аренды перешёл в «Тонделу». 11 августа в матче против «Белененсеш» он дебютировал за новую команду. 2 декабря в поединке против «Маритиму» Кристиан забил свой первый гол за «Тонделу».
Летом 2019 года Аранго вернулся в «Мильонариос». В 2020 году он реанимировал карьеру, став лучшим бомбардиром команде по итогам сезона. 29 октября в матче Южноамериканского кубка против «Депортиво Кали» Кристиан забил мяч.
2 августа 2021 года Аранго перешёл в клуб MLS «Лос-Анджелес». В главной лиге США он дебютировал 8 августа в матче против «Сан-Хосе Эртквейкс». 28 августа в лос-анджелесском дерби против «Гэлакси» он забил свой первый гол в MLS, реализовав пенальти. 12 сентября в матче против «Реал Солт-Лейк» Аранго сделал дубль, за что был назван игроком недели в MLS. 20 октября в матче против «Далласа» он оформил хет-трик, и ещё раз удостоился звания игрока недели. По итогам сезона 2021 Аранго, забивший 14 голов и отдавший две голевые передачи в 17-ти матчах, был назван новоприбывшим игроком года в MLS.
1 февраля 2023 года Аранго перешёл в мексиканский клуб «Пачука», подписав трёхлетний контракт. В Лиге MX он дебютировал 19 февраля в матче против «Толуки», заменив во втором тайме Ильяна Эрнандеса. 9 апреля в матче против «Сантос Лагуны» он забил свой первый гол за «Пачуку». 9 июня 2023 года Аранго покинул «Пачуку».
Аранго вернулся в MLS, подписав с «Реал Солт-Лейк» 10 июня 2023 года трёхлетний контракт по правилу назначенного игрока с опцией продления на сезон 2026, вступающий в силу 5 июля после открытия трансферного окна. Свой дебют за «Реал Солт-Лейк», в матче против «Орландо Сити» 8 июля, он отметил голом.

## Достижения
Командные
 «Авеш»
- Обладатель Кубка Португалии: 2017/18

 «Лос-Анджелес»
- Чемпион MLS (обладатель Кубка MLS): 2022
- Победитель регулярного чемпионата MLS: 2022

Индивидуальные
- Новоприбывший игрок года в MLS: 2021